# Савченко Сергій Миколайович
Сергій Миколайович Савченко — солдат Збройних Сил України, учасник російсько-української війни, що загинув у ході російського вторгнення в Україну в 2022 році.

## Життєпис
Сергій Савченко працював  заступником головного інженера Інгульської шахти ДП «СхідГЗК». Він загинув 12 березня 2022 року в ході повномасштабного російського вторгнення в Україну внаслідок обстрілу ворожими військами аеродрому Канатове поблизу Кропивницького. Похований 15 березня на Алеї Слави Рівнянського кладовища в Кропивницькому разом з іншими загиблими земляками старшим солдатом Євгеном Клименком, солдатами Юрієм Марзіним, Олександром Ларіоновим, Сергієм Залевським та сержантом Олегом Бондаренком.

## Нагороди
- Орден «За мужність» III ступеня (2022, посмертно) — за особисту мужність і самовіддані дії, виявлені у захисті державного суверенітету та територіальної цілісності України, вірність військовій присязі[4].